# آرتور بورچیر
آرتور بورچیر (انگلیسی: Arthur Bourchier; ۲۲ ژوئن ۱۸۶۳ – ۱۴ سپتامبر ۱۹۲۷) هنرپیشه و مدیر تئاتر اهل انگلستان بود.
از فیلم‌ها یا برنامه‌های تلویزیونی که وی در آن نقش داشته‌است می‌توان به هنری هشتم اشاره کرد. بورچیر مدیریت سالن‌های تئاترهای وست اند همچون رویالتی، کرایتورین، گریک (مجموعاً هشت سال)، هر مجستی و نوولو را بر عهده داشته است.